# Paraluteres prionurus

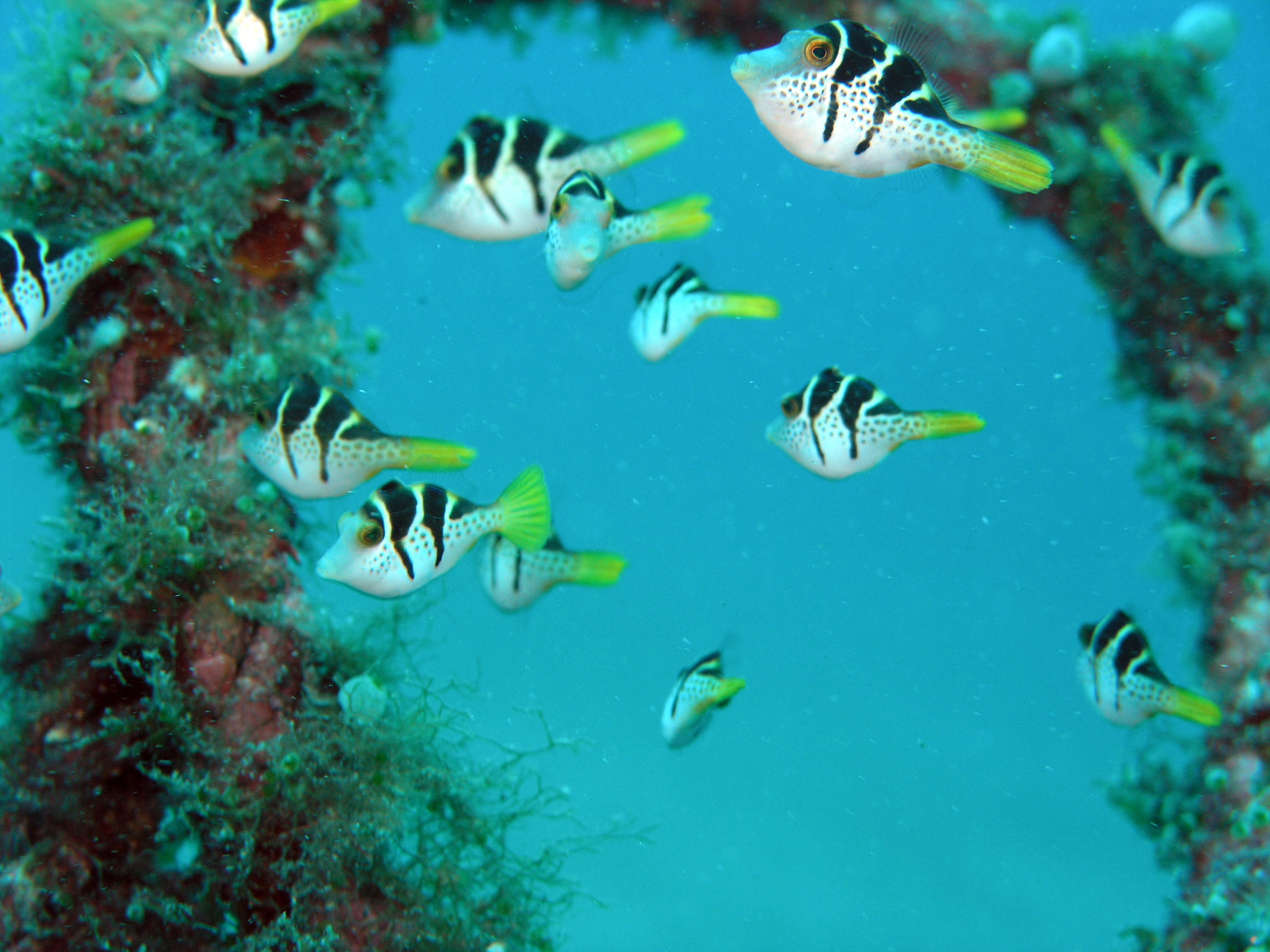
Grupo de P. prionurus en Manado, Indonesia

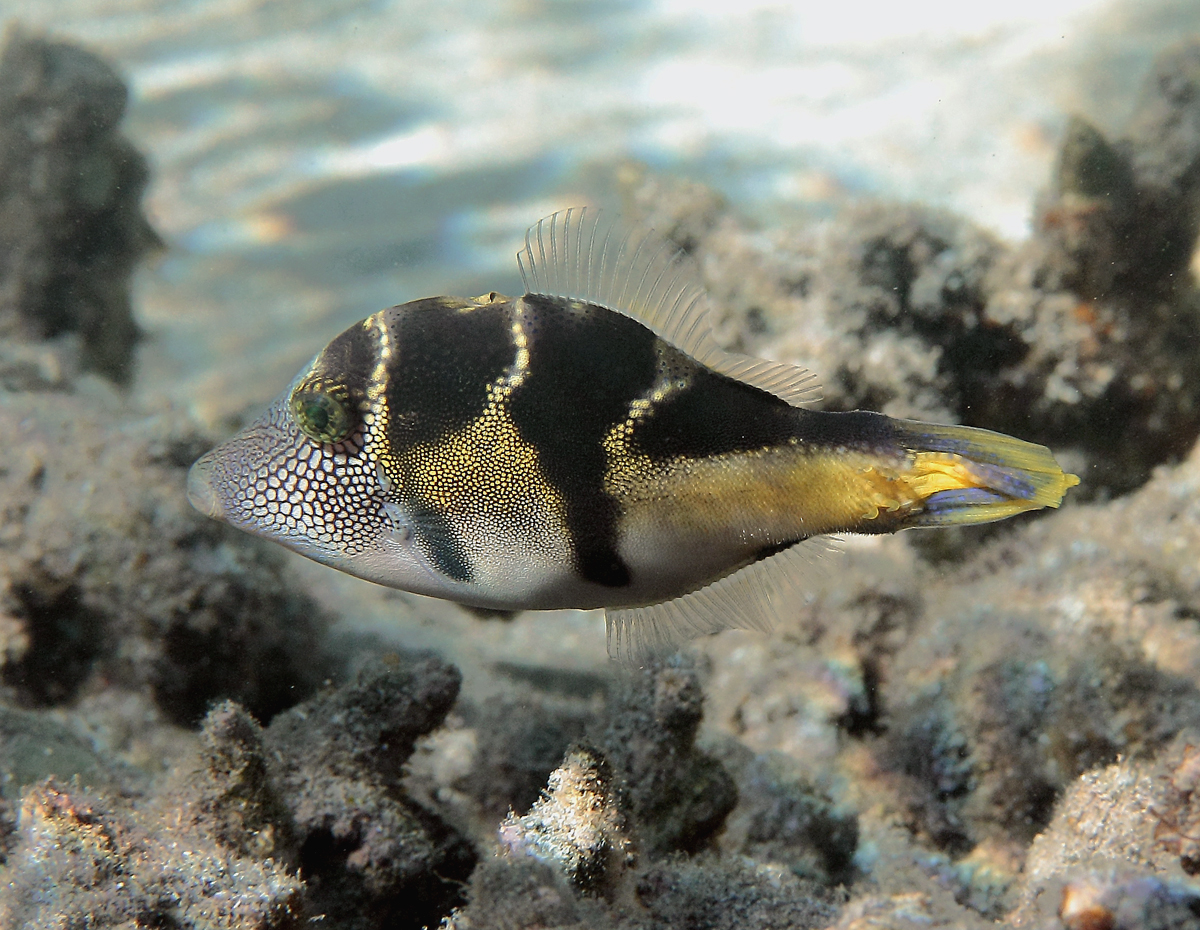
Librea nupcial de ejemplar macho

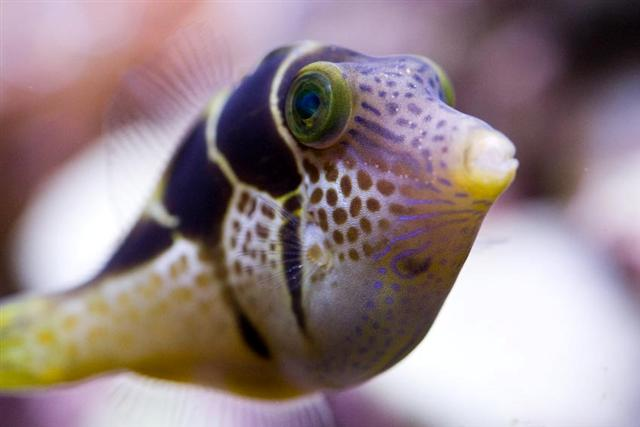
Ejemplar en acuario.

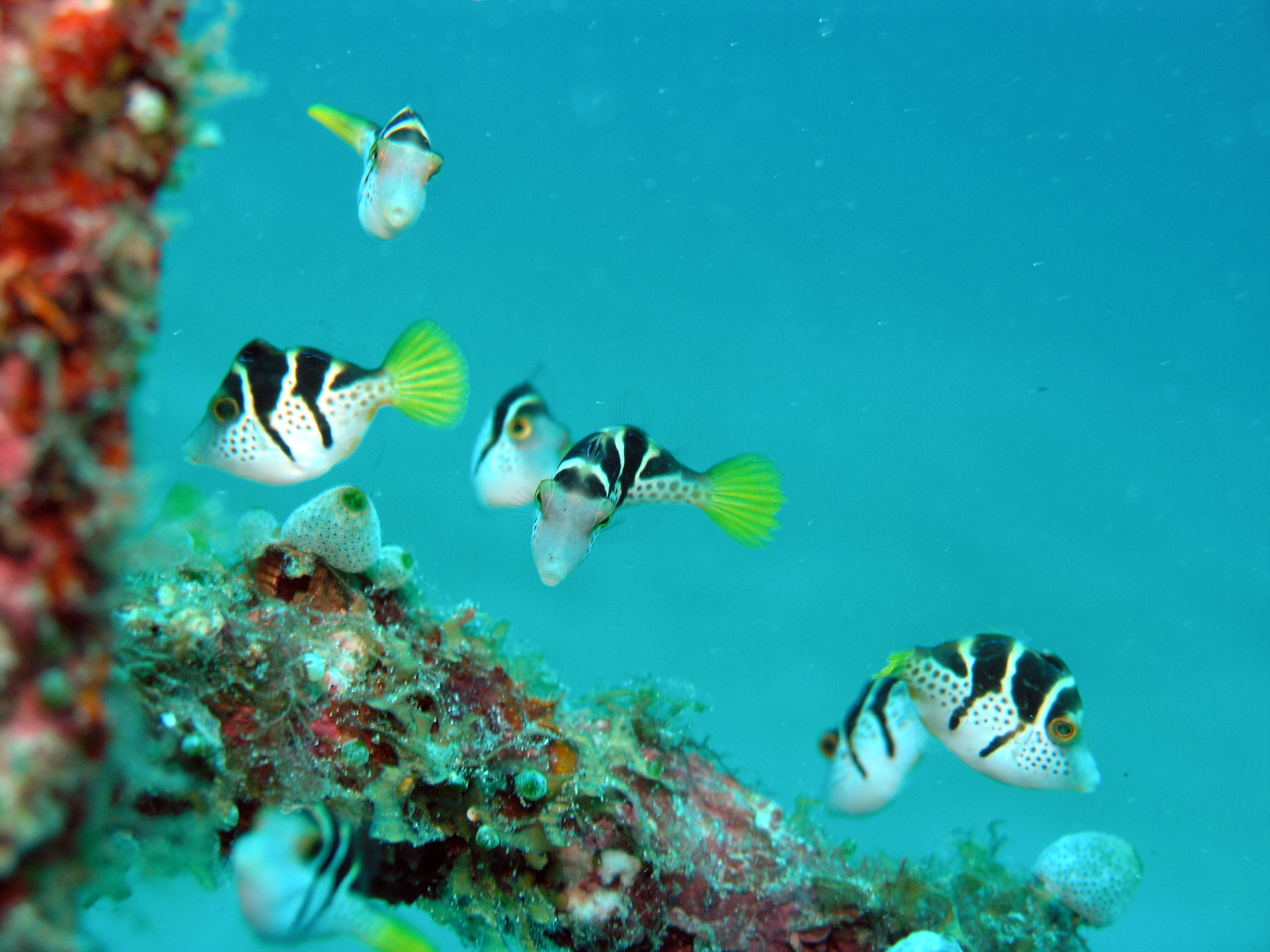
Grupo de P. prionurus en Manado, Indonesia

Paraluteres prionurus es una especie de peces de la familia Monacanthidae en el orden de los Tetraodontiformes.
Esta pequeña especie marina inofensiva, tiene la facultad de mimetizarse con el pez globo de Valentini (Canthigaster valentini), a la que se parece enormemente, como modo de defensa contra los depredadores.

## Morfología
Su color base varía de un verdoso pálido al blanco sucio. Tiene cuatro franjas verticales, de color marrón negruzco, sobre la mitad superior del cuerpo, extendiéndose las dos centrales hasta el vientre. La mitad inferior de los laterales, excepto el vientre, y la cabeza, están salpicados por un patrón de puntos marrones. Las aletas dorsal y anal son hialinas, o transparentes, con las puntas oscuras; la aleta caudal es amarillenta.
Tiene 2 espinas dorsales, de 25 a 28 radios blandos dorsales, 0 espinas anales y de 22 a 25 radios blandos anales.
Pueden llegar alcanzar los 11 cm de longitud total.

## Hábitat y comportamiento
Es un pez de mar de clima tropical y asociado a los  arrecifes de coral. Habita tanto en lagunas protegidas, como en arrecifes exteriores. Su rango de profundidad está entre 1 y 25 m, aunque se registran hasta los 37 m de profundidad.
Ocurre solitario o en pequeños grupos. Los adultos normalmente en parejas, en ocasiones en pequeñas agregaciones.

## Distribución geográfica
Se encuentra desde el África Oriental hasta Fiyi, el sur del Japón, el sur de la Gran Barrera de Coral, Nueva Caledonia y Tonga.
Es especie nativa de Australia, Chagos, China, Corea, Filipinas, Fiyi, Guam, India, Indonesia, Japón, Maldivas, islas Marianas del Norte, Islas Marshall, Mauritius, Micronesia, Mozambique, isla Navidad, Nueva Caledonia, Omán, Palaos, Papúa Nueva Guinea, Reunión, Seychelles, Somalia, Sudáfrica, Taiwán, Tonga y Vietnam.

## Alimentación
Se alimenta de huevos, gasterópodos y algas bénticas.

## Observaciones
Es inofensivo para los humanos.